# 목시플록사신
목시플록사신(Moxifloxacin)은 4세대 합성 플루오르퀴놀론 항세균제로, 바이엘사(Bayer AG, 초기 명칭은 BAY 12-8039)에서 개발하였다. 이 약은 경구 치료제 '아벨록스(Avelox)', 'Avalox', 'Avelon'의 명칭으로 판매된다. 대부분의 나라에서 정맥 투여를 위한 비경구의 형태로도 보급된다. 목시플록사신은 또한 결막염의 치료를 위해 'Vigamox'의 명칭의 안과용 용액(안약)으로도 판매된다.
미국에서 아벨록스는 1989년 6월 30일에 특허가 신청되었으나, FDA는 10년 후인 1999년이 되어서야 중증의 생명에 지장이 있는 세균 감염 치료의 용도로 승인하였다. 목시플록사신은 다른 모든 항생제가 실패했을 경우 마지막 수단으로서 고려하도록 그 용도가 제한되었다.
목시플록사신은 여러 가지 다른 약제와 영향을 주고 받는다. 이는 다수의 약초와 자연 보충재의 경우에도 그러하다.
아벨록스는 1999년을 시작으로 현재 80여개국에서 판매되고 있으며, 시프로플록사신을 대체하였다.

## 개발사
바이엘사는 미국에서 1991년과 1997년에 목시플록사신에 대한 특허를 받았다. 1999년에는 미국 식품의학국(FDA)으로부터 특정 감염병에 대한 치료의 용도로 아벨록스를 승인받았다. 목시플록사신은, 2007년 미국내의 200개 처방 약제 중 190위에 들었으며, 같은 해 세계적으로 6억 9,730만 달러치를 판매하였다.
어쨌든, NDA(New Drug Application) 내부에서 목시플록사신의 안정성과 효과에 대해 심각한 의문이 제기되었고, 현재 이 약의 계속적인 사용을 위협하고 있다. 그 중 특별히 우려되는 것은 목시플록사신이 유발하는 심장 부정맥이다. FDA는 FDA 자문 위원회 회원의 반대에도 목시플록사신을 승인하였다.

## 사용
목시플록사신은 다음과 같은 형태로 사용된다.
- 알약: 경구용 400 mg 목시플록사신. 처방전.
- 용액: I.V. (염화나트륨에 목시플록사신 염산염), 0.8% 소금물에 목시플록사신 400 mg 포함. 처방전.
- 안약에서도 사용된다. 정제수에 5 mg/ml. 처방전.

보다 상세한 내용은 외부 링크의 포장에 포함된 설명서를 참조한다.

### 복용량
목시플록사신은 포장에 동봉된 설명서의 복용량 지침 표에 따라 투여되어야만 한다. 환자의 신장 기능과 간 기능이 반드시 고려되어야 하는데, 이는 치명적인 약제 과다 복용을 초래하는 누적을 막기 위해서이다. 목시플록사신은 주로 신장의 배출에 의해 제거된다. 어쨌거나, 약제는 간에서 대사작용을 거치며, 부분적으로 간과 장에서 제거된다. 신장 기능에 장애가 있는 이들은 복용량 수정이 권고된다.
목시플록사신의 표준 복용량은 1일 400 mg(경구 또는 정맥 주사)이다. 치료 기간은 질병의 경과에 따라 다르며, 통상 7 ~ 14일 정도이다.
주의: 약제의 과다 복용을 막기 위해 치료 기간 동안 환자의 혈청 농도를 지켜보아야 한다.

## 작용 기제
목시플록사신은 그람양성균과 그람음성균 모두에 효과가 있는 광역항생물질이다. 이 약제는 세균의 DNA를 분리하는 데 필요한 DNA자이레이즈, 2형 토포이소머라아제, 토포이소머라아제 4를 막는 역할을 하여, 세포 복제를 막는다.
이러한 기제는 또한 포유류의 세포 복제에도 영향을 줄 수 있다. 특히, 유사한 종류의 약제들 중 일부(예를 들면, C-8 플루오르를 포함하는 약)는 세균 토포이소머라아제에만 활발하게 작용하는 것이 아니라, 진핵세포의 토포이서머라아제에도 작용하며, 배양된 포유류의 세포와 체내의 종양 모델에 독성이 있다. 퀴놀론 약제들이 배양중인 포유류 세포에 독성이 있지만, 그 세포독성 작용의 기제는 알려져 있지 않다. 퀴놀론이 유발하는 DNA 손상은 1986년에 처음으로 보고되었다.
DNA의 손상을 플로오로퀴놀론 치료에 따르는 심각한 부작용의 하나로 여겨야 할 것인지에 대해서는 상당한 논란이 진행 중이다.

## 부작용
목시플록사신으로 치료하면서 발생할 수 있는 심각한 부작용으로는, 회복이 불가능한 말초 신경 장애, 힘줄의 자연 파열(spontaneous tendon rupture)과 건염, 급성 간부전 또는 심각한 간 손상, QT 간격의 연장, 중독성표피박리(TEN), 클로스트리듐 디피실 관련 질병 (CDAD), 광선 과민/광독성 반응, 간염, 가막성대장염, 정신병성 반응, 스티븐스-존슨 증후군 등이 있다.